# 푸슈카라사린
푸슈카라사린(산스크리트어: पुष्करसरीन) 또는 푸쿠사티(팔리어: Pukkusāti)는 기원전 6세기 간다라의 왕이다.

## 치세
푸슈카라사린이 간다라의 왕이 된 시기는 간다라가 북서 철기 시대 남아시아의 중요한 제국이었으며, 펀자브 지역의 다른 부족들인 케카야족, 마드라족, 우시나라족, 시비족이 간다라의 통치하에 있던 시기였다.
푸슈카라사린은 팽창주의적 모험을 감행하여 신흥 세력인 아반티의 왕 프라디요타와 갈등을 빚게 되었다. 그는 프라디요타와의 투쟁에서 승리했지만, 그의 팽창주의 정책에 위협을 느낀 펀자브 지역의 아르주나야나족이 그를 상대로 전쟁을 일으켰다. 푸슈카라사린은 마가다의 빔비사라 왕과도 우호적인 관계를 맺었으며, 그의 봉신이었던 마드라 왕의 딸 크세마는 빔비사라와 결혼하였다.
기원전 6세기 후반, 아케메네스 제국의 창건자 키루스는 메디아, 리디아, 바빌로니아를 정복한 직후 간다라로 진군하여 제국의 영토로 합병했다. 학자 카이코스루 단지부이 세스나는 키루스가 간다라에 속해 있던 페샤와르 인근의 인더스 횡단 국경지대를 정복했을 뿐, 푸슈카라사린은 간다라의 나머지 지역과 펀자브 서부를 통치한 강력한 왕으로 남아있었다고 주장했다.
그러나 학자 붓다 프라카쉬에 따르면, 푸슈카라사린은 아케메네스 제국이 남아시아 북서부로 확장하는 것을 막는 보루 역할을 했을 수 있다고 주장한다. 이 가설은 네르쿠스가 키루스가 게드로시아에서 패배했다고 주장한 군대가 실제로는 푸슈카라사린의 간다라 왕국에 의해 패배했다고 가정한다. 따라서 프라카쉬의 입장에 따르면,  아케메네스 왕조는 푸슈카라사린의 치세와 캄비세스 2세 및 다리우스 1세 치세하에서 아케메네스 세력 성장을 결합시킨 후 간다라의 쇠퇴기 이후에야 간다라를 정복할 수 있었을 것이다. 그러나 다리우스의 베히스툰 비문에 나오는 아케메네스 제국의 영토 목록에 고대 페르시아어로 간다라라고 불리는 지역이 있는 것으로 보아 그의 제국이 키루스가 이전에 정복한 간다라 지역을 물려받았다는 것을 알 수 있다.
아케메네스 정복 이후에도 푸슈카라사린이 페르시아의 봉신으로 권력을 유지했는지, 아니면 페르시아의 사트라프로 교체되었는지는 알려지지 않았지만, 불교 자료에 따르면 그는 석가모니의 제자가 된 후 왕좌를 버리고 승려가 되었다고 한다.